# Ǩ (латиница)
Ǩ, ǩ (K с гачеком) — буква расширенной латиницы, девятнадцатая буква колтта-саамского алфавита.

## Использование
Используется в колтта-саамском языке, где обозначает аффрикату [c͡ç].
В одном из вариантов лазского алфавита на основе латиницы, используемого в Турции, обозначает звук [kʼ]; в других вариантах латиницы вместо неё может использоваться kʼ, а в алфавите на основе грузинского письма, используемом в Грузии — კ. При этом у строчной буквы гачек может иметь вид акута (то есть буква принимает вид ḱ).
В транскрипции журнала Anthropos обозначает аффрикату [k͡x]; вместо неё может использоваться диграф kx.
Буква используется в стандарте ISO 9 для транслитерации кириллической буквы Ҡ.